# René Blancard
René Blancard (n. 12 martie 1897, Paris, Île-de-France, Franța – d. 5 noiembrie 1965, Paris, Franța) a fost un actor francez de film. A apărut în 80 de filme în perioada 1922 - 1965.

## Filmografie selectivă
- 1956 Strada mare (Calle Mayor), regia Juan Antonio Bardem
- 1959 Secerișul verde (La verte moisson), regia François Villiers

## Legături externe
- René Blancard la Internet Movie Database
- http://www.cinemagia.ro/actori/rene-blancard-7980/